# Hardt (Badenia-Wirtembergia)
Hardt – miejscowość i gmina  w Niemczech, w kraju związkowym Badenia-Wirtembergia, w rejencji Fryburg, w regionie Schwarzwald-Baar-Heuberg, w powiecie Rottweil, wchodzi w skład wspólnoty administracyjnej Schramberg. Leży na wschodnich obrzeżach Schwarzwaldu, ok. 15 km na zachód od Rottweil.